# Luiz Flávio Gomes
Luiz Flávio Gomes (Sud Mennucci, 6 de maio de 1957 – São Paulo, 1 de abril de 2020) foi um jurista, professor e político brasileiro. Entre outros cargos, foi promotor de justiça e juiz de direito em São Paulo, tendo atuado também como advogado e exercido mandato de deputado federal por São Paulo, filiado ao Partido Socialista Brasileiro (PSB).
Tornou-se conhecido principalmente por fundar a Rede LFG, primeira rede de ensino telepresencial da América Latina, bem como por sua produção acadêmica sobre direito penal e direito processual penal. Publicou mais de 60 livros, tendo o último sido O Jogo Sujo da Corrupção (2017).
Foi criador do movimento de combate à corrupção “Quero um Brasil Ético”. Foi comentarista do Jornal da Cultura. Elegeu-se deputado federal no dia 7 de outubro de 2018, com 86.433 votos.

## Carreira

### Formação acadêmica e docência
Luiz Flávio Gomes se formou bacharel em direito pela Faculdade de Direito de Araçatuba (1979). Tornou-se mestre em direito penal pela Universidade de São Paulo em 1989 e doutor em  direito penal pela Universidade Complutense de Madri em 2001.
Foi professor de direito penal e processo penal em vários cursos de pós-graduação, dentre eles a Facultad de Derecho de la Universidad Austral (Buenos Aires, Argentina) e UNISUL, de Santa Catarina. Foi professor honorário da Faculdade de Direito da Universidad Católica de Santa María, em Arequipa, no Peru.
Vários órgãos de imprensa ao mencionar alguns temas polêmicos na área criminal constantemente fazem referências ao seu posicionamento jurídico.

### Cargos
Luiz Flávio foi policial civil, delegado de polícia em 1980, promotor de justiça em São Paulo de 1980 a 1983, juiz de direito em São Paulo de 1983 a 1998, e advogado de 1999 a 2001. Também foi individual expert observer do X Congresso da ONU, realizado em Viena de 10 a 17 de abril de 2000, membro e consultor da delegação brasileira no décimo período de sessões da Comissão de Prevenção do Crime e Justiça Penal da ONU, realizado em Viena de 8 a 12 de maio de 2001, e secretário geral do Instituto Panamericano de Política Criminal (IPAN). Foi deputado federal pelo Estado de São Paulo, exercendo o cargo desde 1° de fevereiro de 2019 até seu falecimento em 1° de abril de 2020, Licenciou-se do mandato de Deputado(a) Federal, na Legislatura 2019-2023, para tratamento de saúde, pelo prazo de 121 dia(s), a partir de 12 de Fevereiro de 2020...

### Ensino telepresencial
Fundou em 2003 a rede de ensino LFG, a primeira rede de ensino telepresencial do Brasil e da América Latina. Através de sua rede, foram ministrados cursos preparatórios telepresenciais para concursos públicos, destacadamente nas carreiras jurídicas e fiscais. Os cursos são transmitidos a mais de 220 cidades brasileiras, distribuídos em mais de 420 unidades pelo Brasil. Em 2008, concluiu uma negociação em que vendeu a LFG à Anhanguera, transformando esta na maior rede de ensino do Brasil.

## Morte
Em setembro de 2019, Luiz Flávio Gomes foi diagnosticado com leucemia mieloide aguda. Morreu no dia 1 de abril de 2020 em um hospital em São Paulo, aos 62 anos, em decorrência de complicações da leucemia.

## Livros publicados
- É autor dos seguintes livros: 
  1. O jogo sujo da corrupção, Bauru/SP: Astral Cultural, 2017. Total de págs.: 287. ISBN 978-85-8246-507-3.
  2. Erro de tipo, erro de proibição e descriminantes putativas, 6ª ed. rev., atual. e ampl., Salvador: JusPodivm, 2015. Total de págs.: 308. ISBN854420371-X  
  3. Beccaria (250 anos) e o drama do castigo penal: civilização ou barbárie?, São Paulo: Saraiva, 2014 (Coleção Saberes Críticos). Total de págs.: 352. ISBN 978-85-02-23001-9
  4. Por que estamos indignados? Das barbáries dos poderes à esperança de civilização, justiça social e democracia digital, São Paulo: Saraiva, 2013 (Coleção Saberes Críticos). Total de págs. 152. ISBN 978-85-02-21222-0
  5. Princípio da insignificância e outras excludentes de tipicidade, 3ª ed., São Paulo: Revista dos Tribunais, 2012 (Coleção Direito e Ciências Afins, vol. 1). Total de págs.: 240. ISBN 978-85-203-4538-2
  6. Teoria constitucionalista do delito e imputação objetiva, São Paulo: Revista dos Tribunais, 2011 (Coleção Direito e Ciências Afins, vol. 8). Total de págs. 240. ISBN 978-85-203-3933-6
  7. Direito penal e processo penal, São Paulo: Premier Maxima, 2008 (Coleção Jurisprudência Comentada, vol. 1). Total de págs.: 175. ISBN 978-85-99565-99-5
  8. Estado Constitucional de Direito e a nova pirâmide jurídica, São Paulo: Premier Máxima, 2008. Total de págs.: 240. ISBN 9788599565889
  9. Direito penal: teoria constitucionalista do delito, 2ª ed., São Paulo: Revista dos Tribunais, 2006. Total de págs.: 365. ISBN 8520328660
  10. Direito penal: parte geral: introdução, 3ª ed., São Paulo: Revista dos Tribunais, 2006. Total de págs.: 283. ISBN 85-203-2865-2
  11. Direito penal: parte geral: culpabilidade e teoria da pena, São Paulo: Revista dos Tribunais, 2005. Total de págs.: 220. ISBN 8520327370  
  12. Direito processual penal, São Paulo: Revista dos Tribunais, 2005. Total de págs.: 415. ISBN 85-203-2744-3
  13. Juizados criminais federais, seus reflexos nos juizados estaduais e outros estudos, São Paulo: Revista dos Tribunais, 2002. Total de págs.: 175. ISBN 85-203-2023-6 – Série e   85-203-2187-9 - vol. 8
  14. Princípio da ofensividade no Direito penal, São Paulo: Revista dos Tribunais, 2002. Total de págs.: 124. ISBN 85-203-2023-6-Série e 85-203-2119-4 – vol. 6
  15. Norma e bem jurídico no Direito penal, São Paulo: Revista dos Tribunais, 2002. Total de págs.:  182. ISBN 85-203-2023-6 – Série e 85-203-2124-0 – vol. 5
  16. A presunção de violência nos crimes sexuais, São Paulo: Revista dos Tribunais, 2001. Total de págs.: 159. ISBN 8520320961
  17. Penas e medidas alternativas à prisão, 2ª ed., São Paulo: Revista dos Tribunais, 2000. Total de págs.: 200. ISBN 85-203-1919-X
  18. Estudos de Direito penal e processo penal, São Paulo: Revista dos Tribunais, 1999. Total de págs.: 259. ISBN 85-203-1650-6
  19. A dimensão da magistratura no Estado Constitucional e Democrático de Direito, São Paulo: Revista dos Tribunais, 1997. Total de págs.: 266. ISBN 85-203-1505-4
  20. Suspensão condicional do processo penal, 2ª ed., São Paulo: Revista dos Tribunais, 1997. Total de págs.: 421. ISBN 85-203-1450-3
  21. Direito de apelar em liberdade, 2ª ed., São Paulo: Revista dos Tribunais, 1996. Total de págs.: 256. ISBN 85-203-1362-0
  22. A questão do controle externo do Poder Judiciário, 2ª ed., São Paulo: Revista dos Tribunais, 1993. Total de págs.: 127. ISBN 8520311652
- É coautor dos seguintes livros:
  1. 1.	O juiz e o direito: o método dialógico e a magistratura na pós-modernidade (com Valerio de Oliveira Mazzuoli), 2ª ed. rev. e atual., Salvador: JusPODIVM, 2019. Total de págs.: 174. ISBN: 978-85-442-2614-8
  2. 2.	Interceptação telefônica e das comunicações de dados e telemáticas (com Silvio Maciel), 4ª ed. rev., atual. e ampl., São Paulo: Thomson Reuters, 2018. Total de págs.: 251. ISBN: 978-85-5321-053-4
  3. 3.	Terrorismo: comentários, artigo por artigo, à Lei 13.260/2016 e aspectos criminológicos e político-criminais (com Débora de Souza de Almeida e Ou.), Salvador: JusPODIVM, 2017. Total de págs.: 384. ISBN: 978-85-442-1403-9      
  4. 4.	Corrupção como política de Estado: falência do projeto lulopetista de poder (com Léo Rosa de Andrade), Florianópolis/SC: Empório do Direito, 2017. Total de págs.: 254. ISBN: 978-85-9477-024-0     
  5. 5.	Populismo penal legislativo: a tragédia que não assusta as sociedades de massas (com Luís Wanderley Gazoto), Salvador: JusPODIVM, 2016. Total de págs.: 336. ISBN: 978-85-442-0648-5
  6. 6.	Lei de crimes ambientais: comentários à Lei 9.605/1998 (com Silvio Maciel. Colaboradores: Fabiano Melo Gonçalves de Oliveira, Patryck de Araújo Ayala e Valerio de Oliveira Mazzuoli), 2ª ed. rev., atual. e ampl., Rio de Janeiro: Forense; São Paulo: MÉTODO, 2015. Total de págs.: 352. ISBN 978-85-309-6527-3    
  7. 7.	Organizações criminosas e técnicas especiais de investigação (com Marcelo Rodrigues da Silva), Salvador: JusPODIVM, 2015. Total de págs.: 494. ISBN 854420308-6
  8. 8.	Crimes previdenciários (com Marcelo Fernando Borsio), 2ª ed. rev., atual. e ampl., São Paulo: Revista dos Tribunais, 2013. Total de págs.: 175. ISBN 978-85-203-5035-5   
  9. 9.	Comentários à Convenção Americana sobre Direitos Humanos: Pacto de San José da Costa Rica (com Valerio de Oliveira Mazzuoli), 4ª ed. rev., atual. e ampl., São Paulo: Revista dos Tribunais, 2013. Total de págs.: 464. ISBN 978-85-203-4947-2
  10. 10.	Direito supraconstitucional: do absolutismo ao Estado Constitucional e Humanista de Direito (com Valerio de Oliveira Mazzuoli), 2. ed. rev., atual. e ampl.  São Paulo: Revista dos Tribunais, 2013 (Coleção Direito e Ciências Afins, vol. 5). Total de págs.: 238. ISBN 978-85-203-4783-6
  11. 11.	Bullying e prevenção da violência nas escolas: quebrando mitos, construindo verdades (com Natália Macedo Sanzovo). São Paulo: Saraiva, 2013. Total de págs. 240. ISBN 978-85-02-19361-1
  12. 12.	Nova Lei Seca: comentários à Lei n. 12.760, de 20.12.2012 (com Leonardo Schmitt de Bem). São Paulo: Saraiva, 2013. Total de págs. 192. ISBN 978-85-02-20019-7.
  13. 13.	Populismo penal midiático: caso mensalão, mídia disruptiva e Direito penal crítico (com Débora de Souza de Almeida). São Paulo: Saraiva, 2013. Total de págs. 509. ISBN 978-85-02-19795-4   
  14. 14.	Criminologia (com Antonio García-Pablos de Molina), 8ª ed., São Paulo: Revista dos Tribunais, 2012 (Coleção Ciências Criminais, vol. 5). Total de págs.: 560. ISBN 978-85-203-4531-3
  15. 15.	Direito penal: fundamentos e limites do Direito penal (com Antonio García-Pablos de Molina), 3ª ed., São Paulo: Revista dos Tribunais, 2012 (Coleção Ciências Criminais, vol. 1). Total de págs.: 718. ISBN 978-85-203-3941-1
  16. 16.	Processo penal IV: júri (com Adel El Tasse). São Paulo: Saraiva, 2012 (Coleção Saberes do Direito, vol. 13). Total de págs.: 171. ISBN 978-85-02-17122-0
  17. 17.	Estatuto do torcedor comentado (com Rogério Cunha, Ronaldo Batista Pinto e Gustavo Vieira de Oliveira), São Paulo: Revista dos Tribunais, 2011, p. 113-133 (com Rogério Sanches Cunha). Total de págs.: 272. ISBN 978-85-203-3934-3
  18. 18.	Comentários à reforma criminal de 2009 e à Convenção de Viena sobre o Direito dos Tratados (com Rogério Sanches Cunha e Valerio de Oliveira Mazzuoli), São Paulo: Revista dos Tribunais, 2009, p. 16-27 (com Rogério Sanches Cunha) e p. 99-115. Total de págs.: 146. ISBN 978-85-203-3536-9    
  19. 19.	Direito penal: parte geral (com Antonio García-Pablos de Molina), 2ª ed. rev., atual. e ampl., v. 2, São Paulo: Revista dos Tribunais, 2009. Total de págs.: 665. ISBN 978-85-203-3548-2
  20. 20.	Recentes reformas processuais, São Paulo: Premier Máxima, 2008, p. 9-39. Total de págs.: 237. ISBN 978-85787702-11
  21. 21.	Do Estado de Direito Constitucional e Transnacional: riscos e precauções (navegando pelas ondas evolutivas do Estado, do Direito e da Justiça) (com Rodolfo Luis Vigo), São Paulo: Premier Máxima, 2008, p. 11-23, 45-154 e 199-224. Total de págs.: 224. ISBN 9788578770204
  22. 22.	Comentários às reformas do Código de Processo Penal e da Lei de Trânsito (com Rogério Sanches Cunha e Ronaldo Batista Pinto), São Paulo: Revista dos Tribunais, 2008. Total de págs.: 397. ISBN 978-85-203-3324-2  
  23. 23.	Direito Criminal (com Enrique Gimbernat Ordeig e Maurício Kuehne), Belo Horizonte: Del Rey, 2005 (Coleção JUS AETERNUM, vol. 6, coord. José Henrique Pierangeli), p. 67-100. Total de págs.: 135. ISBN 85-7308-725-0
  24. 24.	Juizados Especiais Criminais – Comentários à Lei 9.099, de 26.09.95 (com Ada Pellegrini Grinover, Antonio Magalhães Gomes Filho e Antonio Scarance Fernandes), 5ª ed., São Paulo: Revista dos Tribunais, 2005. Total de págs.: 480. ISBN 85-203-2703-6
  25. 25.	Lavado de activos y secreto profesional (com Raúl Cervini e Gabriel Adriasola), Uruguai:  Ed. Carlos Alvarez, 2002, p. 157-179. Total de págs.: 183. ISBN 9974?
  26. 26.	O Direito penal na era da globalização (com Alice Bianchini), São Paulo: Revista dos Tribunais, 2002 (Série As Ciências Criminais no Século XXI, vol. 10). Total de págs.: 175. ISBN 85-203-2023-6 - Série e 85-203-2275-1 – Volume 10
  27. 27.	Lei das armas de fogo (com William Terra de Oliveira), 2ª ed., São Paulo: Revista dos Tribunais, 2002. Total de págs. 430. ISBN 85-203-2294-8
  28. 28.	Crimes contra a ordem tributária (com Ives Grandra da Silva Martins, Misabel de Abreu Machado Derzi e Wagner Balera), São Paulo: IOB, 2002. Total de págs. 200. ISBN 8588680-13-0  
  29. 29.	Crimes de responsabilidade fiscal (com Alice Bianchini), São Paulo: Revista dos Tribunais, 2001. Total de págs.: 158. ISBN 8520320473
  30. 30.	Lei de lavagem de capitais (com Raúl Cervini e William Terra de Oliveira), São Paulo: Revista dos Tribunais, 1998, p. 343-370. Total de págs.: 388. ISBN 8520316565
  31. 31.	Macrodelincuencia económica (com Milton Cairoli Martínez e Raúl Cervini), Montevideo: Carlos Alvarez Editor, 1998.
  32. 32.	Interceptação telefônica (com Raúl Cervini), São Paulo: Revista dos Tribunais, 1997, p. 75-257. Total de págs.: 278. ISBN 8520314996
  33. 33.	Crime organizado – Enfoques criminológico, jurídico (Lei 9.034/95) e político-criminal (com Raúl Cervini), 2ª ed., São Paulo: Revista dos Tribunais, 1997, p. 23-217. Total de págs.: 373. ISBN 85-203-1477-5
- É coautor e coordenador dos livros:
  1. 1.	Lei de Drogas comentada: artigo por artigo: Lei 11.343, de 23.08.2006 (VV.AA.), 6ª ed., São Paulo: Revista dos Tribunais, 2014, p. 111-171, 213-221, 232-271, 341-344, 347-358 (com Rogério Sanches Cunha)  e 359-360. Total de págs.: 368. ISBN 978-85-203-5381-3  
  2. 2.	Saberes jurisprudenciais – 2012 – STF e STJ (VV.AA.), São Paulo: Saraiva, 2012, p. 24-26. Total de páginas: 201.    3. As grandes transformações do Direito penal tradicional (com Guillermo Jorge Yacobucci),  São Paulo: Revista dos Tribunais, 2005 (Série As Ciências Criminais no Século XXI, vol. 13), p. 17-24 e p. 27-141 (revisão da tradução). Total de págs. 144. ISBN 85-203-2806-7  4. Responsabilidade penal da pessoa jurídica e medidas provisórias e Direito Penal (VV.AA.), São Paulo: Revista dos Tribunais, 1999.
- É coautor e organizador do livro:  A prova no processo penal: comentários à Lei nº 11.690/2008, São Paulo: Premier Máxima, 2008, p. 33-47. Total de págs.: 112. ISBN 9788578770006
- É coautor e cocoordenador dos livros: 1. Curso de Direito penal: parte geral: arts. 1º a 120 (com Alice Bianchini e Flávio Daher), 2ª ed., Salvador: JusPODIVM, 2016. Total de págs.: 800. ISBN 978-85-442-0832-8 2. Prisão e medidas cautelares: comentários à Lei 12.403, de 4 de maio de 2011 (com Alice Bianchini, Ivan Luís Marques, Rogério Sanches Cunha e Silvio Maciel), 3. ed. rev., atual. e ampl. São Paulo: Revista dos Tribunais, 2012. Total de págs. 303. ISBN 978-85-203-4373-9 3. Crimes da ditadura militar: uma análise à luz da jurisprudência atual da Corte Inte ramericana de Direitos Humanos (VV.AA), São Paulo: Revista dos Tribunais, 2011.  4. Legislação criminal especial (VV.AA), 2ª ed., São Paulo: Revista dos Tribunais, 2010 (Coleção Ciências Criminais, vol. 6). Total de págs.: 1277. ISBN 978-85-203-3737-0 5. Limites constitucionais da investigação (VV.AA), São Paulo: Revista dos Tribunais, 2009, p. 244-263 (com Alice Bianchini). Total de págs.: 430. ISBN 978-85-203-3472-0 6. Reforma Criminal (VV.AA), São Paulo: Revista dos Tribunais, 2004, p. 255-266 (com Thales Tácito Cerqueira), 402-431 (com William Terra) e 483-536 (com Alice Bianchini). Total de págs.: 584. ISBN 85-203-2571-8 7. Assédio sexual (com Damásio E. de Jesus), São Paulo: Ed. Saraiva, 2002.  8. O sistema interamericano de proteção dos direitos humanos e o direito brasileiro (VV.AA), São Paulo: Revista dos Tribunais, 2000, p. 182-308. Total de págs.: 466. ISBN 8520319521